# Miliony monet (album)
Miliony monet – pierwszy album polskiego wokalisty Mroza. Premiera płyty odbyła się 27 kwietnia 2009 roku nakładem wytwórni Pink Crow Records, zawiera ona siedem piosenek w języku polskim i cztery piosenki w języku angielskim. Płytę promowały utwór tytułowy oraz "Femme Fatale", do których nakręcono również teledyski przy współpracy z Grupą 13. Piosenka "Miliony monet", jak i jej teledysk, otrzymały wiele nominacji, m.in. do nagród VIVA Comet oraz Eska Music Award.

## Lista utworów
1. "Kurtyna" − 3:12
2. "Miliony monet" − 3:39
3. "Co nam pisane" − 3:30
4. "Trzymaj pion" (featuring Lilu) − 3:38
5. "Los na szali" (featuring EastWest Rockers) − 3:34
6. "Come Around" (featuring Men Of Honor) − 3:26
7. "Mayday" − 3:30
8. "Tequila" − 3:04
9. "Screaming for Love" − 4:23
10. "Femme Fatale" − 3:23
11. "Korzenie" − 3:53